# Castiglione di Sicilia
Castiglione di Sicilia är en ort och kommun i storstadsregionen Catania, innan 2015 provinsen Catania, i regionen Sicilien i sydvästra Italien. Kommunen hade 3 129 invånare (2017).